# راد آدامز
رادنی لزلی آدامز (انگلیسی: Rodney Leslie Adams) بازیکن فوتبال اهل انگلستان بود.